# Geophis ruthveni
Geophis ruthveni (земляна змія Рутвена) — вид змій родини полозових (Colubridae). Ендемік Коста-Рики. Вид названий на честь американського герпетолога Александра Гранта Рутвена.

## Поширення і екологія
Земляні змії Рутвена мешкають на атлантичних низовинах на півночі Коста-Рики та у прилеглих передгір'ях. Вони живуть у вологих тропічних лісах, серед опалого листя і каміння. Зустрічаються на висоті від 85 до 1600 м над рівнем моря.